# Bryoperdon
Bryoperdon is een monotypisch geslacht van schimmels behorend tot de familie Lycoperdaceae. Het bevat alleen Bryoperdon acuminatum.